# Governatorato di al-Tafila
Il governatorato di al-Tafila è uno dei dodici governatorati della Giordania. Il capoluogo è la città di al-Tafila.

## Geografia fisica
Il Governatorato di al-Tafila confina a nord con il Governatorato di al-Karak, verso est e sud con il Governatorato di Ma'an, il Governatorato di Aqaba delimita il confine sud e da Israele a ovest.
È diviso in tre dipartimenti. La popolazione a partire dal 2005 è di circa 82.000 (vale a dire l'1,6% della popolazione della Giordania nel 2005) vivono in 32 città e villaggi in tutto il governatorato (diventando così il governatorato meno popolata di Giordania).

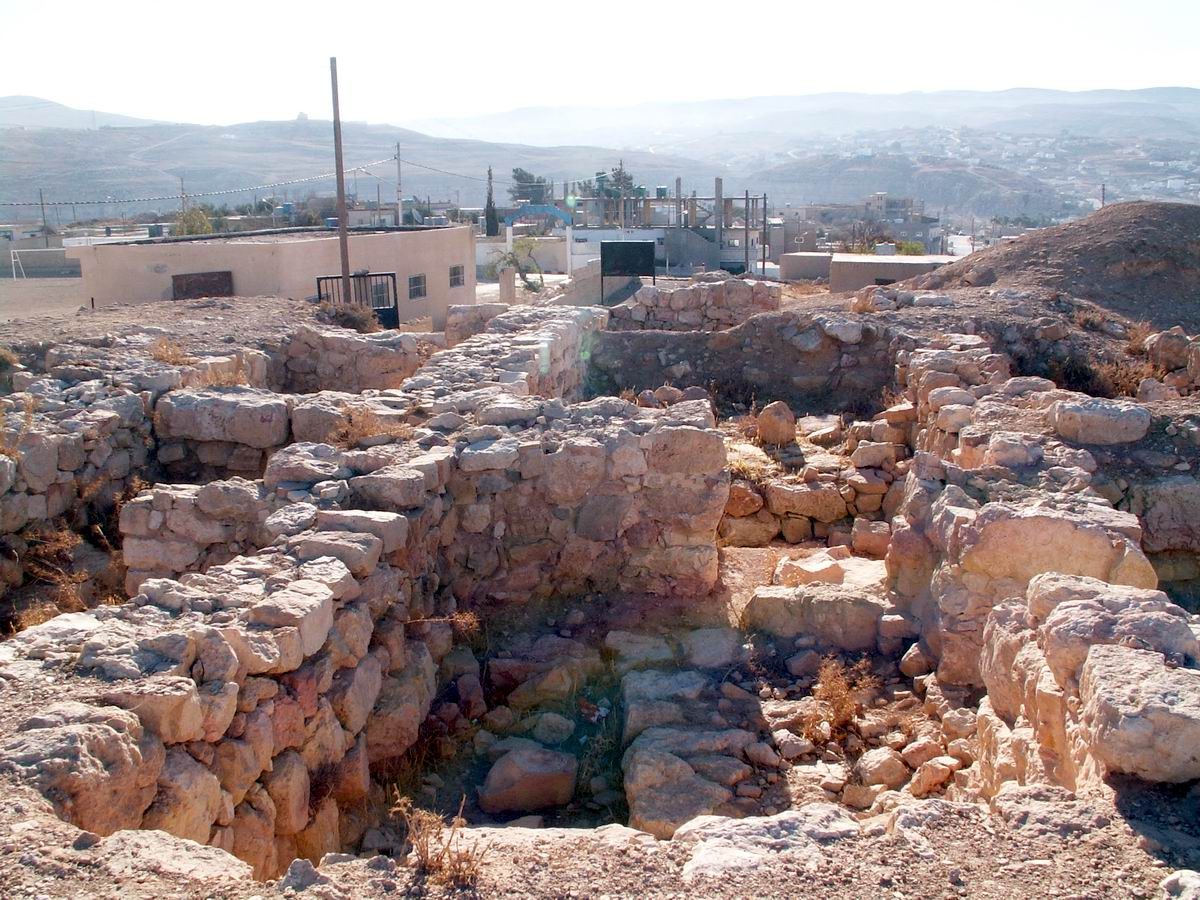
le rovine di Bosra, capitale edomita a Busaira

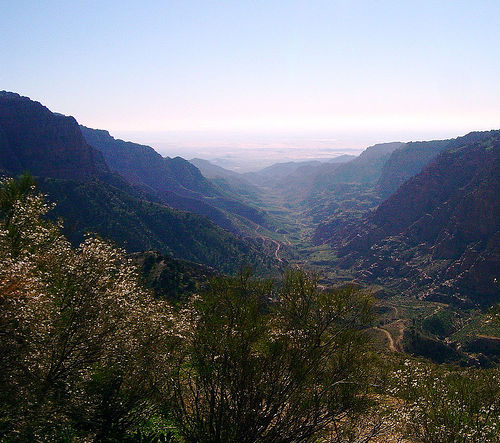
Il famoso Dana

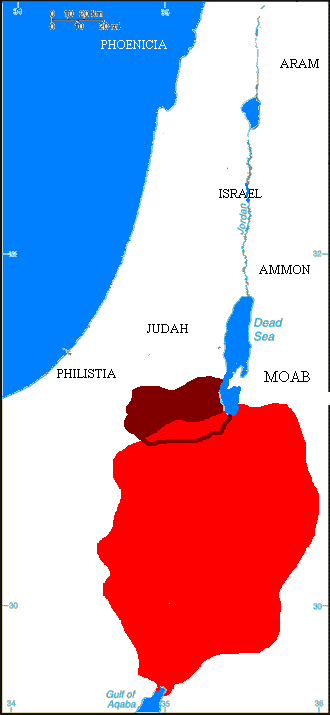
Il regno edomita al suo apice

## Geografia antropica

### Suddivisioni amministrative
Il governatorato è suddiviso in tre dipartimenti:
|   | Dipartimento                | Nome in arabo     | Suddivisioni                                                    | Capoluogo |
| - | --------------------------- | ----------------- | --------------------------------------------------------------- | --------- |
| 1 | Dipartimento della Capitale | لواء قصبة الطفيلة | include la città di Tafilah e 19 tra città e villaggi limitrofi | Tafilah   |
| 2 | Dipartimento di Bisaira     | لواء بصيرا        | 9 tra città e villaggi                                          | Busaira   |
| 3 | Dipartimento di Al-Hasa     | لواء الحسا        | 3 tra città e villaggi                                          | Al-Hasa   |